# Aglossorrhyncha lucida
Aglossorrhyncha lucida är en orkidéart som beskrevs av Rudolf Schlechter. Aglossorrhyncha lucida ingår i släktet Aglossorrhyncha och familjen orkidéer.

## Underarter
Arten delas in i följande underarter:
- A. l. dischorensis
- A. l. lucida
- A. l. wariana